# Primeira Campanha de Napoleão em Itália
A Primeira Campanha de Napoleão em Itália foi uma parte importante da Guerra da Primeira Coligação (1793-1797), a primeira das Guerras revolucionárias francesas iniciadas em 1792; foi a campanha decisiva para a vitória francesa e o fim da Guerra da Primeira Coligação; foi a primeira campanha militar em que Napoleão Bonaparte assumiu o comando de todas as forças francesas presentes no teatro de operações e foi aquela em que ele revelou as suas excepcionais qualidades militares.

## Antecedentes

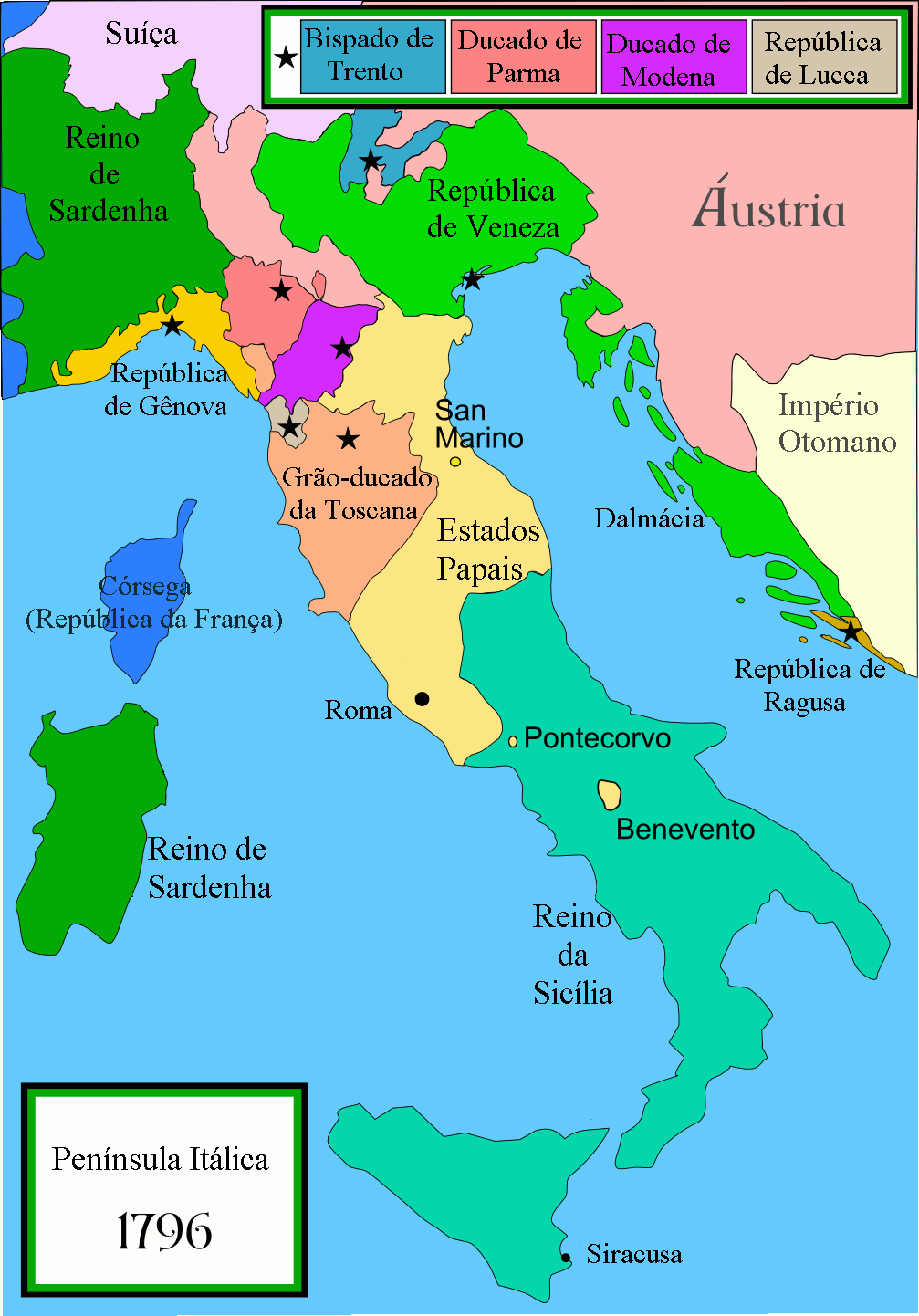
Situação poítica da Itália em 1796.

A França revolucionária tomou a iniciativa da guerra em 1792. Inicialmente, a Áustria e a Prússia, seguidas pelo Reino da Sardenha, foram as únicas potências opositoras. No ano seguinte, após a execução de Luís XVI, formou-se a Primeira Coligação e as operações militares prolongaram-se na chamada Guerra da Primeira Coligação. No que respeita à Itália, os Franceses iniciaram as operações na fronteira italiana, a 23 de setembro de 1792, com uma incursão sobre o pequeno porto de Oneglia, na costa italiana, cerca de 85 Km para Leste de Nice. No entanto, a 18 de novembro, em Sospello, num encontro entre forças francesas e piemontesas (do Reino da Sardenha), estas últimas levaram a melhor o que, à semelhança do que aconteceu noutras frentes de combate, revelou as profundas falhas que a Revolução tinha criado na organização militar francesa. Durante o ano de 1792 não houve mais incidentes na fronteira entre a França e a Itália.
Em todo o ano de 1793, não se verificaram mais que sete combates, os primeiro deles em Cagliari (14 de fevereiro) e em La Maddalena (22 de fevereiro), portos nas costas norte e sul da ilha da Sardenha. Os Franceses tiveram de retirar e não se verificaram mais acções nesta área durante a guerra. Nas outras acções, em Itália, os Franceses sofreram apenas uma derrota. Não se verificou nenhuma batalha importante mas pelo menos um dos combates envolveu mais de 10 000 homens do lado francês. No ano seguinte registaram-se sete combates (nenhuma batalha importante) e em dois deles os Franceses empenharam forças de efectivos perto dos 20 000 homens. Estas acções militares que nunca foram mais que combates de dimensão relativamente pequena, em geral sucessos por parte do Franceses, permitiram à França ocupar Saboia e levar as suas tropas até Savona, na costa mediterrânica. Durante o ano de 1795, os Franceses progrediram ligeiramente ao longo da costa. A principal acção foi a Batalha de Loano (23-25 de novembro) em que se distinguiu o general de divisão André Massena.
Ao iniciar o ano de 1796, a Áustria era a única grande potência continental que se mantinha em guerra com a França. A Inglaterra, que também continuava em guerra com a França, desenvolvia a sua actividade no mar. Napoleão tinha influenciado o Directório e o seu plano, antes rejeitado por Carnot, acabou por ser adoptado. Algumas tentativas de desembarque de tropas francesas na Irlanda e até no País de Gales mostraram a impossibilidade de atacar as Ilhas Britânicas enquanto fosse a Inglaterra a dominar o mar. A Áustria, aliada da Inglaterra, como potência continental era vulnerável tanto pela Alemanha como pela Itália. Foi decidida uma grande ofensiva contra a Áustria. Para a derrotar, um exército avançaria pelo vale do Meno, outro pelo vale do Danúbio e um terceiro pelo vale do Pó e pelos vales dos Alpes austríacos. Aqui, o objectivo era criar uma diversão para obrigar os Austríacos a desviar forças do principal teatro de operações onde o Armée de Sambre-et-Meuse, com cerca de 78 000 homens, sob o comando do general de divisão Jean-Baptiste Jourdan, e o Armée de Rhin-et-Moselle, com cerca de 80 000 homens, sob o comando do general de divisão Jean Victor Marie Moreau, lançariam a acção ofensiva principal, através da Alemanha. Na sua directiva para Napoleão, quando este assumiu o comando do Armée d'Italie (Exército de Itália), o Directório não pretendia mais que expulsar os Austríacos da Itália e considerava este objectivo suficientemente ambicioso.

## O teatro de operações

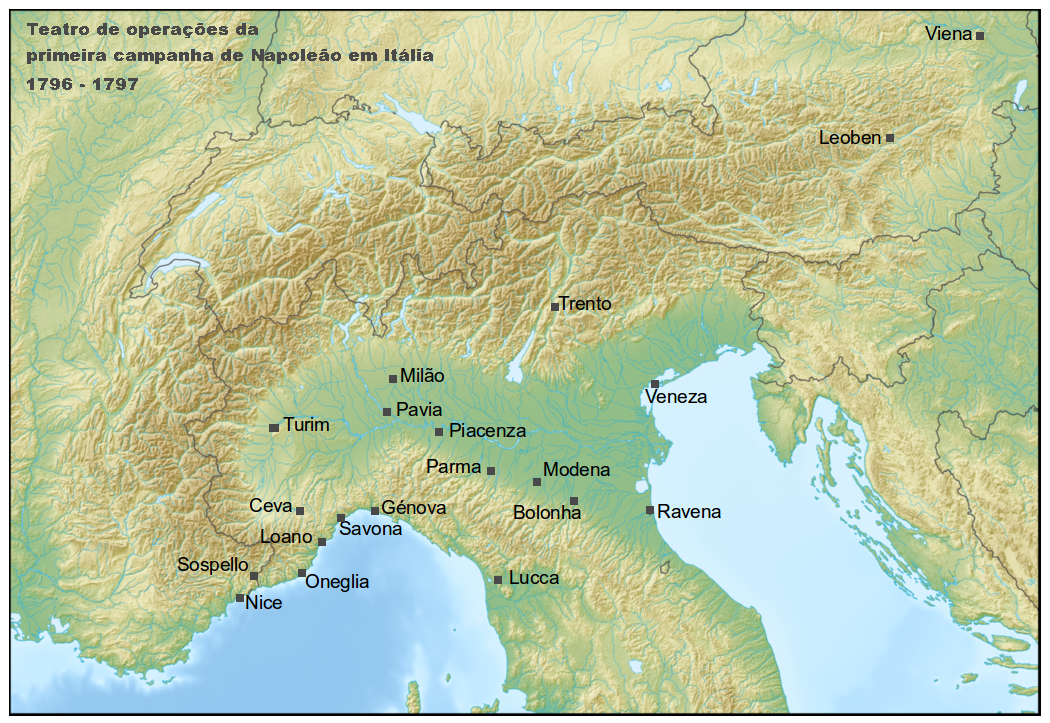
Teatro de operações da Primeira Campanha de Napoleão em Itália.

Quando se iniciou a Guerra da Primeira Coligação, em 1792, a Itália não era um Estado unificado como é hoje. Naquele tempo, a Itália estava dividida em várias entidades políticas. A situação era a seguinte:
- Reino da Sardenha com as suas províncias de Saboia, Nice, Piemonte e Sardenha. As províncias de Nice e Saboia foram invadidas pela França em 1792 e, posteriormente, anexadas à República Francesa.
- República de Génova. Em 1974, os Franceses expulsaram as tropas do Piemonte para norte do Desfiladeiro de Tende e ocuparam o território da República de Génova até Savona. Houve uma tentativa de recuperar o território, feita pelas tropas austríacas, mas estas acabaram por ser obrigadas a recuar para as regiões montanhosas.
- Principado Episcopal de Trento, frequentemente referido como Bispado de Trento, domínio directo da dinastia de Habsburgo.
- República de Veneza.
- República de Lucca.
- Ducado de Parma e Piacenza.
- Ducado de Modena.
- Ducado da Toscânia.
- Província austríaca de Milão.
- Estados Pontifícios.
- Reino de Nápoles.

Para além da Província de Milão, os Austríacos exerciam uma grande influência nos ducados de Parma e de Módena embora estes estados fossem neutrais. Os outros estados não hostilizavam a França, mas também não estabeleciam com ela um bom relacionamento devido aos excessos violentos da Revolução. Estes estados tentaram, tanto quanto possível, manter uma posição de neutralidade no conflito. Em todos eles existia uma classe média onde se encontravam facilmente apoiantes dos ideais da revolução.
A região costeira ao longo da qual encontramos as cidades de Nice, Loano, Savona e Génova, é conhecida como Riviera (Riviera Francesa e Riviera Italiana). O rio Pó nasce nos Alpes e corre para oriente, em direcção ao mar Adriático. A bacia hidrográfica do Pó, região rica de Itália, estava separada da Riviera por duas cadeias de montanhas, os Alpes Marítimos e o extremo Noroeste dos Apeninos.

## Napoleão Bonaparte, comandante do Exército de Itália
O Exército de Itália foi criado em 1792, ano em que se iniciou a guerra. Após várias transformações, tinha no início de 1796 perto de 41 000 homens. Antes de Napoleão Bonaparte, tinha sido comandante deste exército o general Schérer, que tinha obtido, em novembro do ano anterior, na Batalha de Loano, uma vitória importante contra as forças austríacas e do Reino da Sardenha. No entanto, poucos apoios chegavam de França e a situação material e moral do exército degradou-se muito.
Em março de 1794, o general de brigada Napoleão Bonaparte, com apenas 24 anos, foi nomeado comandante da artilharia do Exército de Itália. Nestas funções, participou numa ofensiva bem-sucedida ao longo da costa mediterrânica e tornou-se a principal fonte dos planos operacionais, tal como já tinha acontecido em Toulon. Num memorando feito após esta operação militar, em Itália, em 1794, Napoleão escreveu:
[...] Com a finalidade de enfrentar a Áustria, devemos derrotar o Piemonte. [...] Uma vez no planalto do Piemonte, podemos afastar o Rei da Sardenha e expulsar os Austríacos da Lombardia. A Áustria deverá então trazer tropas do Reno para se defender em Itália e o nosso exército no Reno poderá adquirir vantagem sobre o exército austríaco que se lhe opõe. [...].
Napoleão foi nomeado comandante do Exército de Itália a 2 de março de 1796. Deixou Paris no dia 10 desse mês, dois dias depois do seu casamento com Josephine, e assumiu o comando em Nice, no dia 26. A sua primeira tarefa seria a de fazer com que os restantes generais do Exército de Itália aceitassem a sua liderança. O mais novo destes generais, André Massena, era onze anos mais velho que Napoleão e todos tinham maior experiência de guerra. O marechal Marmont, duque de Ragusa, que serviu no Exército de Itália, inicialmente com o posto de Capitão, escreveu nas suas Mémoirs, I: [...] ele tinha a qualidade de comando na sua atitude, no seu olhar, na sua maneira de falar; e todos, vendo isto, entenderam estarem prontos a obedecer [...]. Portanto, na primeira reunião que teve com os seus subordinados directos, Napoleão conseguiu impor a sua autoridade e anunciou que queria fazer de imediato uma inspecção ao Exército para, em breve, dar início às operações ofensivas.
Em primeiro lugar, Napoleão reuniu um pequeno estado-maior; escolheu Berthier como chefe desse estado-maior. Como ajudantes-de-campo, Napoleão escolheu dois capitães que tinha conhecido no cerco de Toulon: Auguste Frédéric Louis Viesse de Marmont e Jean-Andoche Junot. Também foi colocado no Exército de Itália o tenente-coronel de cavalaria Joachim-Napoléon Murat que já tinha colaborado com Napoleão durante a repressão no 13 Vendémiaire, em Paris, e o seu irmão mais novo Louis, com 18 anos.
Para além das muitas preocupações, antes de iniciar a ofensiva conta o Piemonte, Napoleão preocupou-se também em alterar o seu nome que, até aí, era sempre assinado Buonaparte, evidenciando a sua ascendência italiana. Desde o início do seu comando do Exército de Itália, Napoleão assinou o apelido Bonaparte.

## Os planos franceses
A directiva de 2 de março, que nomeava Napoleão comandante do Exército de Itália, explicitava que o objectivo a atingir era [...] expulsar os Austríacos de Itália e obter tão cedo quanto possível uma paz gloriosa e duradoura [...]. Mas também pormenorizava alguns objectivos intermédios:
- Derrotar os Piemonteses no início das operações militares para que, em consequência, o exército francês em Itália tivesse que se preocupar apenas com os Austríacos durante o resto da campanha. E especificava que as forças francesas deveriam apoderar-se de Ceva onde o comandante das forças devia abastecer o seu exército à custa dos recursos disponíveis no Piemonte.

- Derrotar os Austríacos, empurrá-los para além do rio Pó e concentrar os esforços na direcção de Milão, capital da Lombardia, então sob domínio austríaco. Especificava a directiva que o Exército de Itália teria de obter por si só os meios para a travessia daquele rio e insistia na necessidade de obter recursos nos territórios ocupados.[12]

A directiva deixava ao critério de Napoleão a escolha das rotas a seguir e os seus métodos tácticos. Apenas lhe eram fixados os principais objectivos estratégicos. Não fixava nenhum objectivo a atingir depois de Milão (e portanto, da Lombardia).

## Situação do Exército de Itália no início de 1796
Napoleão assumiu o comando em circunstâncias especialmente difíceis. O Exército de Itália encontrava-se numa posição difícil, ao longo das alturas dos Alpes Marítimos, uma região acidentada e de poucos recursos que dificilmente supria as necessidades da sua população. Uma ténue linha de comunicações ligava Nice a Savona, uma estrada costeira inteiramente exposta à artilharia naval dos navios britânicos.
Os homens não recebiam o soldo há meses, tinham pouca comida e necessitavam de fardas. A alguns faltavam os mosquetes. Para poderem procurar comida, as unidades encontravam-se dispersas. Nestas condições, os militares franceses tinham pouca vontade de se aproximarem do inimigo que ocupava o terreno montanhoso a Norte. Entre um inimigo instalado num terreno onde era difícil atacar e a retaguarda apoiada num mar hostil, o Exército de Itália limitava-se a ocupar os seus quartéis miseráveis. Ao passar revista ao exército, Napoleão compreendeu rapidamente porque é que aquele comando não fora solicitado pelos principais generais da república. Assim que chegou a Nice, teve conhecimento que, na véspera, um batalhão tinha recusado mudar de quartel pela simples razão de que nenhum dos homens tinha calçado. Napoleão tinha de preparar este exército para uma ofensiva e devia fazê-lo o mais rapidamente possível. Isto implicava vestir, calçar e disciplinar as suas tropas quando estas se encontrassem já em movimento pois era necessário iniciar a ofensiva em meados de abril. Dirigiu uma proclamação às tropas:
Soldados! Estais nus e mal alimentados; o governo deve-vos muito, mas não vos pode dar nada. A vossa paciência, a coragem demonstrada no meio destes rochedos, é admirável, mas isso não vos trás glória [...] Eu quero levar-vos às planícies mais férteis do mundo. Províncias ricas e grandes cidades estarão à vossa disposição; aí encontrarão honra, glória e riquezas [...]. Napoleão não perdeu tempo a preparar o exército para a ofensiva. Tomou medidas imediatas contra a pilhagem dos (poucos) recursos recebidos de Paris. Os soldados foram instruídos no sentido de vigiarem os recursos do exército. Houve alguns fuzilamentos e a disciplina começou a ser restabelecida. No entanto, como não havia tempo a perder, foi necessário mostrar às tropas que podiam [...] tomar ao inimigo, pela força, tudo o que era necessário e mais ainda [...].

## Organização do Exército de Itália

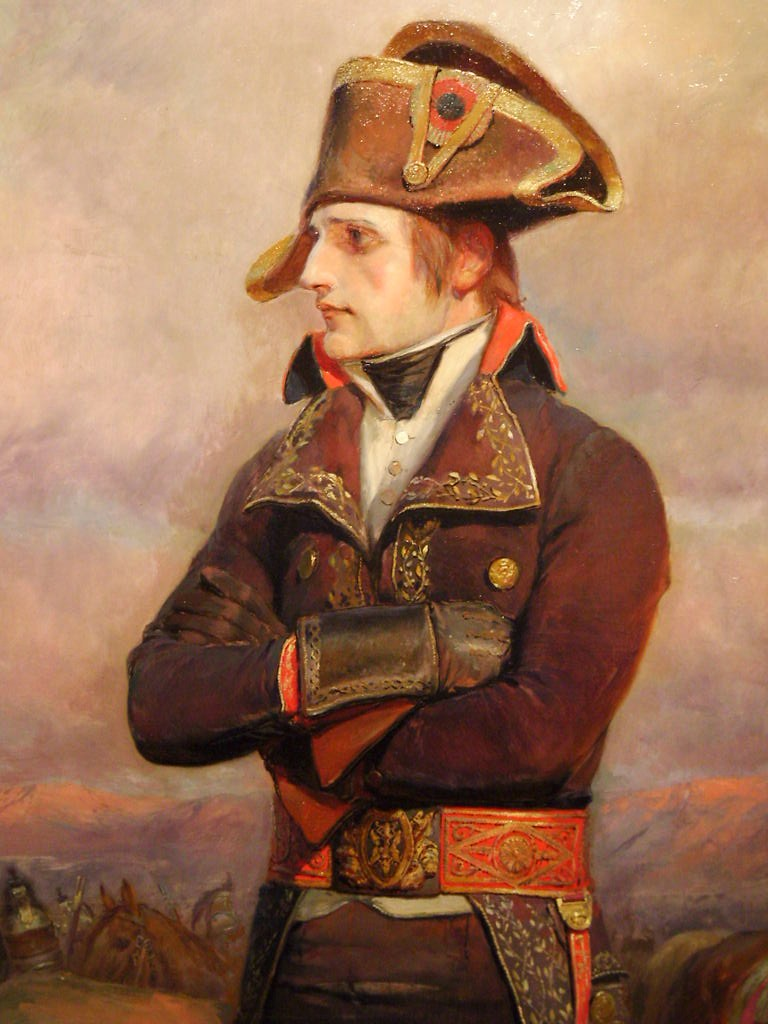
Napoleão Bonaparte durante a Primeira Campanha de Itália. Quadro de Edouard Detaille (1848-1912).

Quando foi iniciada a campanha, o pagamento aos soldados do Exército de Itália, as faltas de equipamento e fardamento e outros problemas, estavam longe de ser resolvidos. Napoleão sabia que o seu exército tinha de ser alimentado, fardado, equipado e treinado. Este último factor não era a sua maior preocupação pois o tempo de permanência no serviço e a experiência dos seus comandantes de divisão já tinham providenciado o treino necessário. A ração de carne das tropas foi dobrada. Foram organizados parques de munições e colunas de transporte. O facto de a sua missão implicar a travessia do rio Pó obrigava à organização de um trem de pontes. Naquela época, esta era uma responsabilidade dos artilheiros e não dos engenheiros. No dia 2 de abril, Napoleão mudou o seu quartel-general de Nice para Menton e, no dia 4 avançou até Albenga, cerca de 110 Km para leste ao longo da estrada costeira.
No dia 9 de abril, na véspera dos primeiros combates, o Exército de Napoleão contava com cerca de 63 000 homens dos quais apenas cerca de 41 000 estavam disponíveis para a ofensiva. Os outros 22 000 encontravam-se noutras missões: duas divisões de fracos efectivos guardavam as passagens dos Alpes no flanco esquerdo do dispositivo francês e os restantes tinham a seu cargo defender a linha de comunicações até Nice, ao longo da costa da Riviera.
As forças disponíveis estavam organizadas em sete divisões de infantaria e duas divisões de cavalaria. As divisões de infantaria estavam sob o comando de Massena, Laharpe, Augereau, Sérurier, Meynier, Macquard e Garnier. Napoleão organizou esta força em três partes: uma guarda avançada com 19 000 homens, sob o comando de Massena e que contava com as divisões de Laharpe e Meynier; um corps de bataille com 12 000 homens, sob o comando de Augereau, e uma guarda de flanco com 10 000 homens, sob o comando de Sérurier. Macquard e Garnier encontravam-se a ocupar e vigiar as passagens dos Alpes. Logo no início da campanha, Napoleão considerou Meynier inapto para comandar uma divisão pelo que deu uma das suas brigadas a Massena e as outras duas a Augereau. As divisões de cavalaria estavam sob o comando dos generais Henri Christian Michel de Stengel e Charles Edward Jennings. Ao longo da campanha aparecem outros nomes de comandantes de divisão ou de brigada, o que mostra que foi havendo alguma renovação dos quadros e reestruturação das unidades.

## As forças piemontesas e austríacas

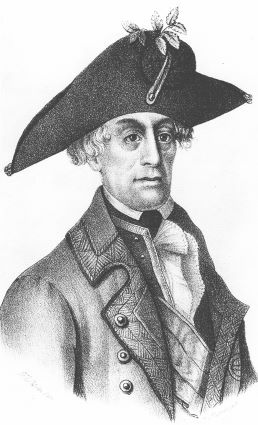
General Johann Peter Beaulieu, comandante das forças austríacas no Norte de Itália.

O Reino da Sardenha tinha na região cerca de 70 000 piemonteses mas, à semelhança do que se passava com o exército francês, uma parte importante desta força encontrava-se a proteger as passagens nos Alpes e a guarnecer as fortalezas que protegiam as passagens dos rios e a aproximação de Turim, capital da região do Piemonte. Desta forma, apenas 25 000 homens estavam disponíveis como força móvel e estendiam-se pela linha Cuneo - Mondovì - Ceva - Millesimo, com quase 50 Km de comprimento. Esta força encontrava-se sob o comando do general austríaco Michelangelo Alessandro Colli-Marchi.
Mais para Leste, um exército austríaco de 28 000 homens, sob o comando do general Beaulieu. Esta força encontrava-se distribuída no triângulo constituído por Alessandria - Millesimo - Passagem de Bocchetta. O quartel-general de Beaulieu encontrava-se em Acqui. O seu flanco direito aproximava-se da esquerda dos Piemonteses (Michael Colli) perto de Millesimo, na parte superior do Vale de Bormida. Uma brigada austríaca sob o comando do general Giovanni Marchese di Provera tinha sido destacada para fazer a ligação com o exército do Piemonte, perto de Millesimo. As restantes divisões austríacas, da direita para a esquerda, eram comandadas pelos generais Eugène-Guillaume Argenteau, e Eugène-Guillaume Argenteau. Em reserva, estava a divisão do general Sebottendorf, na área formada pelo triângulo Acqui - Alessandria - Tortona.

## O início da campanha
Os efectivos disponíveis do Exército de Itália - cerca de 41 000 homens - eram claramente inferiores aos 53 000 dos exércitos do Piemonte e Áustria mas, para que esta superioridade numérica se fizesse sentir no campo de batalha, era necessário que actuassem unidos. O exército francês não podia enfrentar simultaneamente o conjunto de forças piemontesas e austríacas. Era necessário aproveitar a separação inicial do inimigo, ou dividi-lo, tomando uma posição central entre as duas forças (piemontesa e austríaca), e bater cada uma delas com superioridade. Entretanto, uma iniciativa austríaca veio a favorecer os planos de Napoleão.
Com falta de recursos financeiros, o governo francês enviou a Génova um representante, Antoine Christophe Saliceti, um dos comissários políticos atribuídos ao Exército de Itália, com a finalidade de obter um empréstimo do Senado Genovês. Esta acção diplomática não teve sucesso e Saliceti, com o acordo do governo francês, entendeu que uma demonstração de força poderia produzir os efeitos desejados. O governo francês não tinha intenção de atacar Génova mas, unicamente, pressionar o seu governo para obter o empréstimo desejado. Neste sentido, Massena enviou para Voltri um destacamento da brigada de Cervoni, que se encontrava no sector costeiro a Nordeste de Savona. Esse destacamento ocupou Voltri no dia 26 de março, o mesmo dia em que Napoleão assumiu o comando do Exército de Itália. Os Austríacos alarmaram-se pensando que os Franceses iam ocupar Génova, o que não era intenção de Napoleão. Aliás, alguns abastecimentos para o exército francês estavam a ser comprados em Génova. Além disso, atacar aquele porto podia provocar a intervenção da Armada Britânica que mantinha na região uma esquadra sob o comando de Horatio Nelson.
Quando os Franceses ocuparam Voltri, Beaulieu dicidiu lançar uma ofensiva. No dia 6 de abril, tendo conhecimento da aproximação dos Austríacos, Massena enviou para Voltri o restante da brigada de Cervoni. Beaulieu lançou o ataque a 10 de abril. Nesse dia deu-se o Combate de Voltri. Cervoni foi obrigado a retirar. Napoleão antecipou o início da sua ofensiva e concentrou as suas forças enquanto as de Beaulieu continuavam a dispersar-se por vários objectivos num terreno em que os movimentos eram difíceis.

### A derrota do Reino da Sardenha

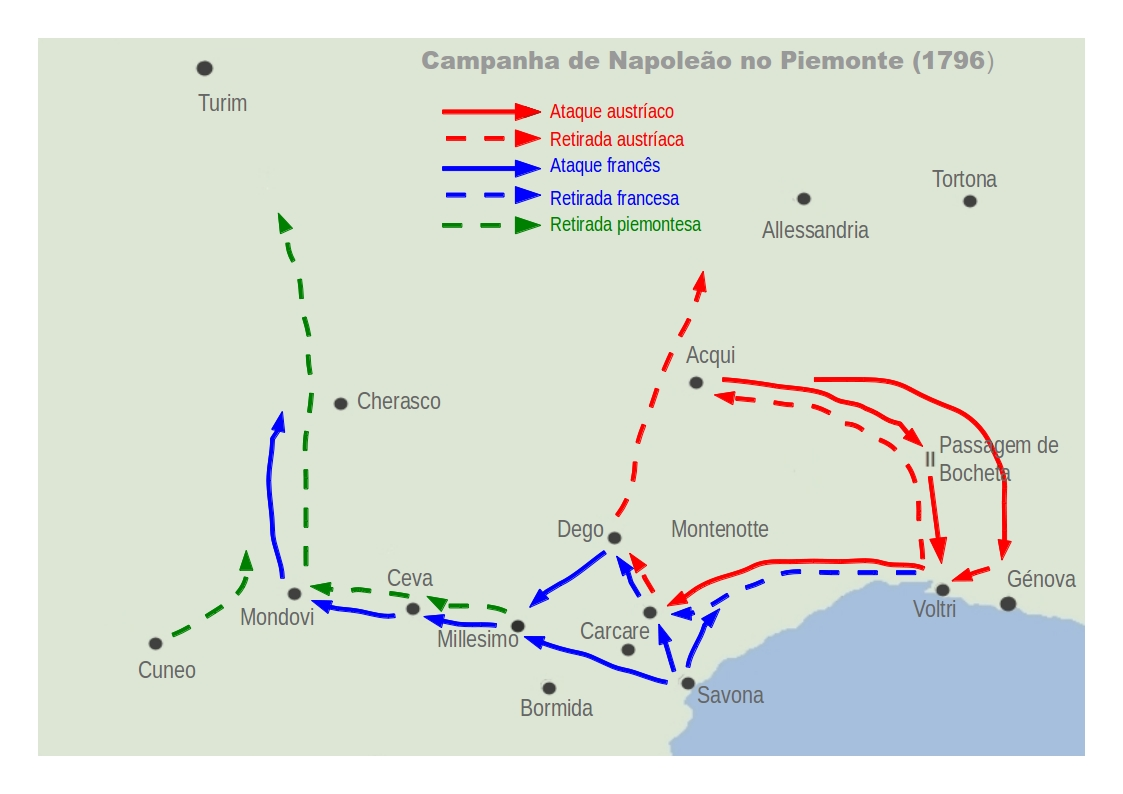
Principais movimentos das forças durante o início da primeira campanha de Napoleão em Itália.

No dia 10 de abril, Napoleão dirigiu-se para Savona, onde chegou no dia seguinte. Ele sabia que todo o exército austríaco estava em movimento, na sua direcção, e isso obrigava-o a alterar rapidamente os seus planos e enfrentar os austríacos antes dos piemonteses. Enquanto Pittoni atacava Voltri, Argenteau marchou em direcção a Montenotte mas os Franceses anteciparam-se e uma das brigadas de Massena barrou-lhe o caminho em Monte Negino. Argnteau, no dia 11, atacou esta brigada francesa que se defendeu bem. Ao ataque das forças austríacas, Napoleão respondeu movimentando as suas tropas durante a noite. No dia 12 de abril, de manhã, as tropas austríacas de Argenteau estavam quase cercadas e os Franceses lançaram o ataque. Os Austríacos foram derrotados na Batalha de Montenotte e retiraram em desordem, para Nordeste, em direcção a Acqui. O resultado da batalha permitiu que as forças francesas conseguissem introduzir-se como uma cunha entre as forças austríacas e piemontesas.
Na manhã do dia 13, Augereau avançou para Oeste, para atacar os Piemonteses em Millesimo. As tropas de Colli retiraram em direcção a Ceva. Aprofundava-se a separação entre os dois exércitos. No dia 14, de tarde, Napoleão organizou outra operação de envolvimento das forças inimigas. Massena atacou os Austríacos frontalmente enquanto Laharpe atacou-os pela retaguarda. A Batalha de Dego, travada a 14 e 15 de abril, foi outra importante vitória dos Franceses. Beaulieu estava a perder o controlo do seu exército e retirou em direcção a Nordeste mas Napoleão, em vez de perseguir as forças austríacas, voltou-se para Oeste a fim de perseguir o exército de Colli que também tinha iniciado a retirada.
Do seu quartel-general em Carcare, Napoleão enviou ordens com vista a um ataque sobre o campo entrincheirado de Colli, em Ceva. Napoleão mudou o seu quartel-general para Millesimo e, no dia 18, as suas tropas avançaram. Ao atingirem as posições defensivas de Ceva, encontraram-nas vazias. Durante a noite, Colli tinha retirado para uma posição forte perto de Mondovì. Os Franceses lançaram um ataque frontal no dia 19, sem sucesso. No dia 21, Napoleão iniciou novo ataque com o envolvimento do flanco direito de Colli a ser executado por Surrier. A Batalha de Mondovi foi mais uma vitória das forças francesas e o Rei Victor-Amadeu III, reconhecendo a incapacidade de se opor aos Franceses assinou o Armistício de Cherasco a 28 de abril de 1796. Napoleão podia agora voltar-se contra os Austríacos.

### A conquista da Província Austríaca de Milão
À custa da riqueza do Piemonte, Napoleão pagou às suas tropas, reequipou-as e preparou-se para continuar a ofensiva a fim de conquistar o segundo objectivo: a Lombardia, ou seja, expulsar os Austríacos de Itália. Iniciou então o seu movimento para Nordeste. Beaulieu tinha disposto as suas tropas numa frente de quase 100 Km de extensão que, na margem norte do rio Pó, cobria todos os possíveis locais em que era possível atravessar aquele rio. Napoleão chego no dia 6 de maio a Castel San Giovanni e, no dia seguinte iniciou a travessia do rio Pó em Piacenza.
Antes da travessia em Piacenza, tinham sido montadas manobras de diversão para que os Austríacos pensassem que essa passagem iria verificar-se em Valenza. Estas acções levaram Beaulieu a tomar as disposições necessárias para impedir os Franceses de atravessarem o rio Pó e, simultaneamente, cobrir a aproximação directa a Milão. Os Franceses tinham recebido reforços e eram agora mais numerosos que as tropas de Beaulieu mas não houve tentativa de atravessar em Valenza. No dia 3 de maio, os Franceses reuniram uma força formada por seis batalhões de granadeiros e fuzileiros, sob o comando do general de brigada Dallemagne. Duarante os dias 5 e 6, esta força percorreu quase 90 Km até à ponte em Piacenza. O Major de Artilharia Antoine-François Andréossy, conseguiu reunir um conjunto de barcaças. A operação de travessia foi executada sob comando do coronel Jean Lannes. Encontraram uma resistência muito ligeira e a operação foi um sucesso. No dia seguinte entraram em contacto com o flanco esquerdo de Beaulieu e registaram-se alguns combates. No dia 9, todo o exército de Napoleão tinha atravessado o rio Pó. Nesta operação, durante a noite, o general Laharpe foi mortalmente atingido por um atirador francês da sua própria unidade. Piacenza onde foi feita a travessia do rio Pó, pertencia ao Ducado de Parma e era uma cidade neutral. Napoleão não só infringiu a neutralidade de Parma como ainda cobrou ao duque 80 000 libras a fim de pagar às tropas francesas. Também fez grandes requisições de abastecimentos e enviou para Paris vinte pinturas de Michelangelo e Correggio. No Ducado de Módena, procedeu de igual forma. Na realidade, estava a cumprir ordens do Directório.
Assim que teve conhecimento de que os Franceses tinham atravessado o rio Pó, Beaulieu percebeu que tinha de abandonar o Ducado de Milão. Marchou para Leste, em direcção aos estreitos vales de Trentino. Ao atravessar o rio Adda pela ponte de Lodi, deixou uma guarda de retaguarda com cerca de 10 000 homens de infantaria, 14 bocas de fogo de artilharia e alguma cavalaria, sob o comando de Sebottendorf. Foi aí que se deu a Batalha de Lodi, a 10 de maio de 1796, uma vitória dos Franceses sobre as tropas austríacas. Depois desta batalha o avanço para Milão foi retomado e Napoleão entrou na capital da Lombardia a 15 de maio.

## A Itália central em poder de Napoleão

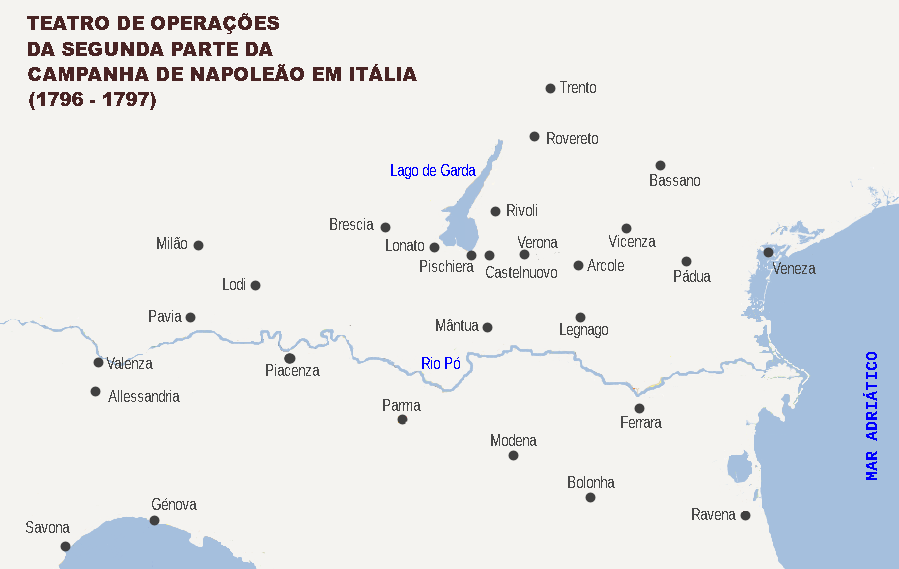
Teatro de operações da segunda fase da primeira campanha de Napoleão em Itália.

Para o Directório, a missão estava cumprida e foi enviada uma nova directiva com data de 7 de maio (Napoleão recebeu-a a 14 de maio): ceder uma parte do seu exército ao Exército dos Alpes, sob o comando de Kellermann, para que este ocupasse a Lombardia e mantivesse os Austríacos à distância; com o exército então reduzido, seguir para Sul, saquear todas as riquezas possíveis e ocupar os ducados da Toscânia e Parma (com esta acção, o governo francês, perto da bancarrota, esperava forçar Génova a ceder um empréstimo avultado); em seguida devia avançar sobre Roma e obrigar o Papa a pagar tributo; finalmente, o Reino de Nápoles e a Córsega podiam ser “libertadas”.
Napoleão não recebeu bem esta directiva e não a cumpriu. Convenceu o Directório a alterá-la. A 21 de maio, era enviada nova directiva segundo a qual o Exército de Itália continuava todo nas mãos de Napoleão. Em Milão, os habitantes pagaram uma contribuição de 800 000 libras que permitiu a Napoleão pagar às tropas e reequipá-las. Após uma semana de descanso, decidiu perseguir o exército de Beaulieu em retirada para o Tirol. No dia 27 de maio, a guarda avançada de Massena entrou na região de Bréscia e, no dia 1 de junho, estabeleceu o seu quartel-general em Verona. No início de junho, Napoleão tinha-se apoderado de toda a região da Lombardia mas também tinha violado a neutralidade da República de Veneza. A desculpa para isto foi o facto de Beaulieu, na sua retirada, ter ocupado a fortaleza de Peschiera, no território de Veneza, e refugiou-se na fortaleza de Mântua. Estas eram parte das quatro fortalezas de origem medieval que cobriam a aproximação de Veneza a partir de Oeste: Peschiera, Verona, Legnago e Mântua. Esta última era a única realmente defensável.
Napoleão iniciou o cerco de Mântua e estabeleceu uma linha de protecção, em território veneziano, ao longo do rio Ádige. As forças de Massena guarneceram essa linha. No território conquistado, Napoleão começou a impor contribuições. Enviou Murat com uma coluna de tropas para impor a autoridade francesa em Génova. Augereau foi enviado com outra coluna para Bolonha, nos Estados Pontifícios. Mais tarde, Napoleão também seguiu para Bolonha com mais tropas. Perante a ameaça de marchar sobre Roma, o Papa Pio VI enviou delegados que assinaram um armistício a 23 de junho. A França ficou com o controle dos territórios de Bolonha, Ferrara e Ancona além, de enorme indemnização em dinheiro e um conjunto precioso de quadros, estátuas e manuscritos do tesouro do Vaticano. Em seguida, Napoleão dirigiu-se para Florença onde obteve a submissão do Grão-Duque da Toscânia. Em meados de julho, regressou a Milão. Para trás, ficavam-lhe submetidos os estados da Itália central, o que lhe garantia segurança na retaguarda e flanco direito para agir novamente contra os austríacos.

## A continuação da guerra contra os Austríacos
Se os Austríacos já tinham abandonado o Ducado de Milão e ficavam, desta forma, cumpridos os objectivos impostos pelo Directório, quais os planos de Napoleão? Em primeiro lugar devia preparar-se para uma contra-ofensiva austríaca que iria desencadear-se mais cedo ou mais tarde. Mântua estava cercada e uma importante guarnição austríaca ainda ali se mantinha. No mínimo, seria de esperar uma ofensiva no sentido de libertar a praça de Mântua. Em segundo lugar, para além das directivas recebidas de Paris, Napoleão queria levar a guerra ao próprio território austríaco mas, antes que a contra-ofensiva austríaca se fizesse sentir, era necessário capturar, que tinha condições excepcionais de defesa, pois não podia enfrentar a contra-ofensiva austríaca com outras forças austríacas na sua retaguarda. No entanto, todas as tentativas de assalto, a cargo das tropas de Serrurier, falharam.

### Contra-ofensiva austríaca
O marechal-de-campo Dagobert Sigmund von Wurmser, um veterano de guerra já com 72 anos, foi transferido com 22 000 homens da frente do Reno para a frente italiana. Em Trentino, reuniu uma força de 47 000 homens. A sua missão era libertar Mântua e expulsar os Franceses de Itália. Napoleão dispunha, então, de uma força de 44 000 homens.
A natureza montanhosa do território obrigou Wurmser a progredir pelos estreitos vales que conduziam ao sul do Tirol. Para facilitar o movimento, ele decidiu dividir o seu exército em quatro colunas. Destas, três avançariam em percursos paralelos a Leste e a Este do lago de Garda e pelo Vale de Villa Lagarina. A quarta coluna avançaria pela planície veneziana de Vicenza para ameaçar Verona. As quatro colunas convergiriam para Mântua. As tropas de Napoleão, além da divisão de Serrurier que se encontrava a cercar Mântua e da cavalaria de Charles Edward Jennings de Kilmaine, de reserva em Valeggio, estavam dispersas por uma frente de 120 Km, entre Legnago e o lago de Garda, passando por Monte Baldo a norte de Rivoli.
A ofensiva de Wurmser teve início no dia 29 de julho e começou por atingir a divisão de Massena, na região de Rivoli. As tropas francesas, inicialmente, foram obrigadas a recuar, o cerco de Mântua foi levantado, e foram concentradas na área Lonato – Castiglione – Solferino, a sul do lago de Garda. Napoleão conseguiu assim interpor quatro divisões (Sauret, Despinoy, Massena e Augereau) entre a coluna austríaca mais à direita, sob comando de Quasdanovich, e o grosso do exército de Wurmser que continuou a avançar para Mântua, aumentando a distância à coluna de Quosdanovich que foi derrotada na Batalha de Lonato (2 e 3 de agosto). Quando Wurmser reagiu a esta situação e pretendeu marchar para Oeste, foi confrontado com Napoleão na Batalha de Castiglione delle Stiviere (5 de agosto), sendo obrigado a retirar em direcção a Mântua para depois recuar sobre o rio Mincio e iniciar a retirada para o Tirol. Em Mântua, ficaram algumas das suas tropas.
Deixando uma parte das suas forças a cercar Mântua, Napoleão marchou para Norte com 34 000 homens. Wurmser tinha conseguido reagrupar as suas forças e retomou a ofensiva mas voltou a cometer o erro de as dividir. O general Davidovich, com 20 000 homens, ficou a defender o Tirol e Wurmser, com 26 000, dirigiu-se para Mântua. Napoleão derrotou Davidovich na Batalha de Rovereto (4 de setembro) e obrigou-o a recuar para Trento. Em seguida, através de uma série de marchas forçadas, Napoleão conseguiu entrar em contacto com as tropas Wurmser em Bassano, onde travaram batalha a 8 de setembro. As forças austríacas foram derrotadas e as que escaparam refugiaram-se em Mântua. Isto fez que a guarnição da praça subisse para os 28 000 homens. Tinham falhado as duas tentativas dos Austríacos para libertar aquele praça.

### Terceira tentativa para libertar Mântua

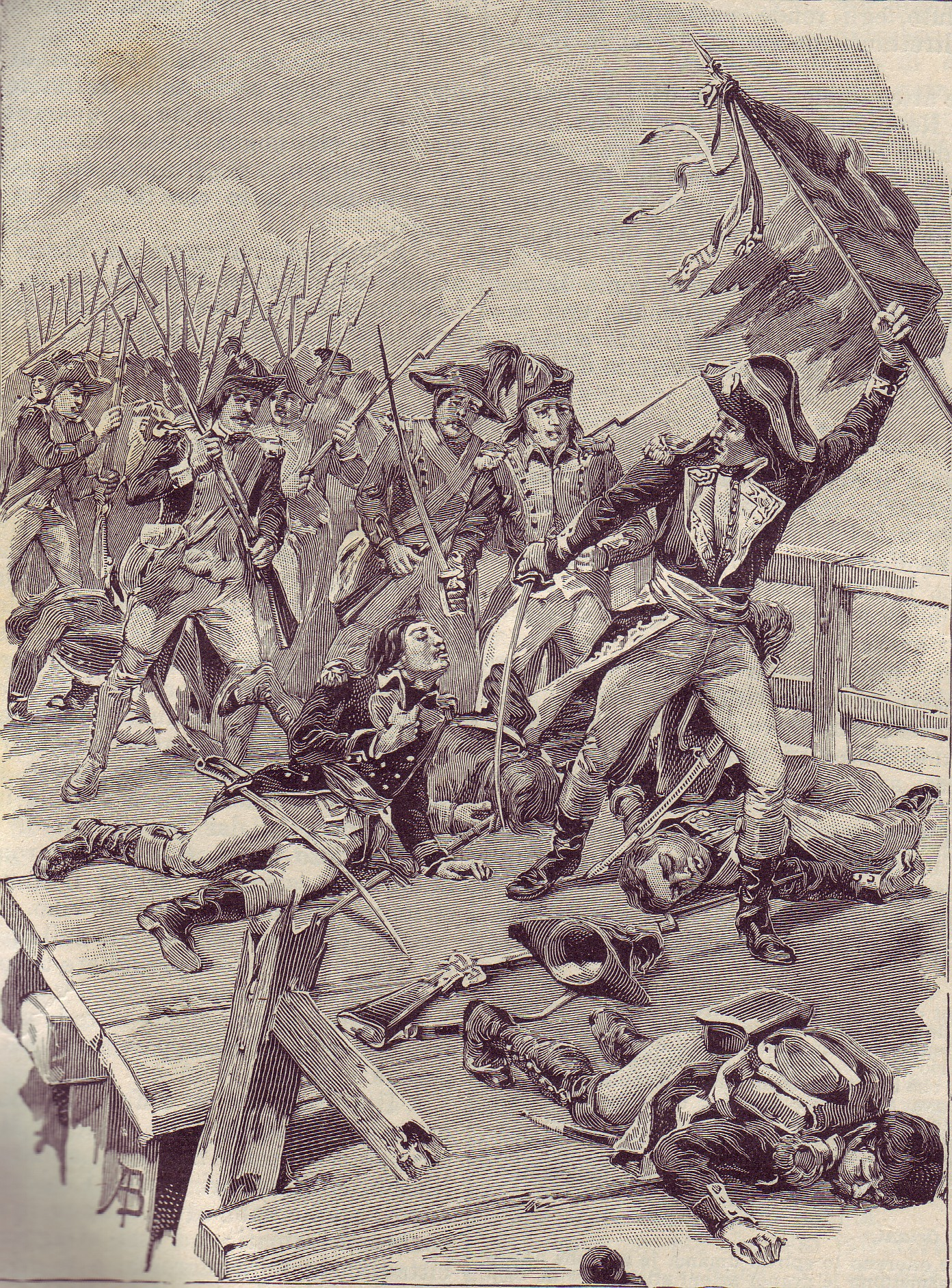
Napoleão Bonaparte na passagem da ponte de Arcole.

Em outubro de 1796, o marechal-de-campo Joseph Alvinczy von Berberek, com um exército de 40 000 homens, tinha recebido ordens para libertar Mântua, capturar Verona e ligar-se às forças de Davidovich que, com 18 000 homens, avançaria pelo vale do Ádige, a partir do Tirol. Borberek avançou pelo Vale do Piave. As tropas de Napoleão encontravam-se dispersas: a Divisão de Vaubois (8 000 homens) encontrava-se a ocupar o desfiladeiro do Ádige perto de Rivoli; A Divisão de Kilmaine encontrava-se a cercar Mântua; as divisões de Massena e Augereau, que se encontravam disponíveis, estavam fracas em efectivos (11 000 homens as duas). Os Franceses tinham cerca de 14 000 homens doentes e 4 000 feridos e poucos reforços tinham sido enviados de França.
Borberek avançou em novembro empurrando os postos avançados de Massena de Bassano para Vicenza. Napoleão ordenou a Massena e a Augereau para retirarem para a linha do Ádige. Napoleão queria impedir Borberek de efectuar a junção com as forças de Davidovich. No dia 11 de novembro, Massena viu-se obrigado a aceitar batalha e foi derrotado na Batalha de Caldiero. No dia 14, Borberek dirigiu-se para Sul a fim de atravessar o Ádige numa ponte improvisada em Zevio, cerca de 12 Km abaixo de Verona, e marchar para Mântua. Entretanto, com as divisões de Massena e Augereau, Napoleão manobrou por forma a interceptar o avanço dos Austríacos em Arcole. Os combates tiveram inicio na manhã do dia 15 de novembro. Após sucessivos ataques, só no dia 17 obtiveram sucesso e obrigaram os Austríacos a retirar. A Batalha de Arcole foi uma importante vitória de Napoleão. Ambas as partes sofreram pesadas baixas. A praça de Mântua continuava cercada pelos Franceses.

### Quarta tentativa para libertar Mântua
No início de 1797, os Austríacos lançaram uma nova operação para libertar Mântua. Dentro desta praça, a resistência estava seriamente abalada pela doença e pela fome. Os Franceses encontravam-se dispostos numa vasta área: Augereau encontrava-se na região de Legnago com 9 000 homens; Massena, com outros 9 000, encontrava-se na região de Verona. Joubert, recém-nomeado comandante de uma divisão, com 10 000 homens, controlava a região entre o desfiladeiro do Ádige e o lago de Garda e tinha o seu posto de comando na povoação de Rivoli. Rey, outro novo comandante de divisão, com 4 000 homens, cobria o flanco esquerdo, a Oeste do lago de Garda; Victor comandava uma brigada com 1 800 homens, em reserva, em Castelnuovo.
Napoleão desconhecia onde os Austríacos lançariam o ataque principal. Estes tinham concentrado as suas tropas em três colunas: Bajalich, com 6 200 homens, avançou para Verona; Provera, com 9 000, marchava com um trem de pontes, de Pádua para Legnago e Mântua; Borberek, com 20 000 homens, descia ao longo do Ádige em direcção a Rivoli. Esta era a coluna mais forte mas não perecia provável que, a meio do Inverno, se lançassem operações num sector montanhoso coberto de neve. No entanto, o primeiro ataque foi lançado no dia 12 de janeiro, contra a zona de Massena. Os Franceses resistiram e repeliram os Austríacos. A coluna de Provera manteve-se inactiva frente a Legnago. Nesse mesmo dia, Borberek lançou um ataque contra a divisão de Joubert.
As tropas francesas, em inferioridade numérica, recuaram para a povoação de Rivoli. Napoleão sabia agora onde os Austríacos iriam fazer o esforço do ataque e, no dia 13, ao fim da tarde, marchou de Verona para Rivoli, onde chegou às 02h00 do dia 14. A Batalha de Rivoli foi outra importante vitória para Napoleão. Uma tentativa de coordenar um ataque de Provera com uma saída das tropas cercadas em Mântua resultou num outro fracasso para os Austríacos. Tinha falhado mais uma tentativa para libertar Mântua e, no dia 2 de fevereiro, a guarnição daquela praça, dizimada pela fome e pela doença, rendeu-se. Estas vitórias abriram a Napoleão o caminho para se apoderar de todo o território de Veneza.

## A invasão da Áustria
Napoleão não perdeu tempo a tirar proveito das condições favoráveis que se lhe ofereciam. Joubert, com o apoio de Massena, perseguiu as forças austríacas no Tirol. Entretanto, Napoleão dirigiu-se para Sul para se encontrara com o Papa Pio VI que não estava a cumprir com o estabelecido na convenção assinada em Bolonha, em junho do ano anterior. Victor, agora a comandar uma divisão, foi enviado numa expedição punitiva a Ímola e Faenza. Depois de ameaçar avançar sobre Roma, Napoleão assinou um tratado com os delegados do Papa, em Tolentino, no dia 19 de fevereiro. Estabelecia-se neste tratado que eram cedidos à França os Estados Pontifícicos de Bolonha, Ferrara, Romagna e Ancona. Desta forma, os Franceses ganhavam uma passagem para o Adriático. Napoleão regressou a Mântua no dia 2 de março e enviou ao directório um pedido de reforços com a finalidade de perseguir os Austríacos no seu próprio território. O Exército de Itália foi reforçado com uma divisão sob o comando do general Jean-Baptiste Bernadotte, vinda do Exército do Sambre-e-Meuse. Napoleão dispunha agora de 53 000 homens e avançou para o território austríaco. A divisão de Victor ficou a assegurar as comunicações com a retaguarda. Os Austríacos, por sua vez, também tinham reorganizados as suas forças. O comando foi entregue ao Arquiduque Carlos da Áustria mas os reforços necessários foram enviados muito tarde.
Napoleão iniciou a sua marcha para a Áustria no dia 10 de março de 1797. Avançou com grande rapidez e registaram-se alguns combates com as forças austríacas. Os Franceses apoderaram-se de algumas praças, fizeram um número considerável de prisioneiros e capturaram alguma artilharia. Os Austríacos foram retirando, seguidos pelos Franceses, até que, no dia 27 de março, entraram no próprio território austríaco. A 2 de abril, a guarda avançada francesa, sob o comando de Massena, forçou o desfiladeiro de Dürnstein e entrou na província da Estíria; avançou pelo Vale do Mur onde os Austríacos deixaram de oferecer resistência. Massena avançou até Leoben e, no dia 9 de abril atingiu Bruck, a quase 150 km de Viena. Em 30 dias, as tropas de Napoleão tinham marchado 640 km entre Mântua e Bruck, o que representa uma média de 21 km por dia, num percurso quase todo montanhoso e que, por isso, oferecia vantagens ao defensor. No dia 7, perante o avanço francês, o arquiduque enviou representantes a Judenburg com a finalidade de negociar um armistício com Napoleão. A 18 de abril de 1797, foi assinada a Paz de Leoben que punha termo ao conflito com a Áustria.

## Consequências das vitórias militares
O Tratado de Leoben constituía apenas um tratado preliminar de paz assinado entre Napoleão e os representantes do imperador austríaco. A 17 de outubro de 1797, a República Francesa e Francisco I da Áustria, mperador dos Romanos, Rei da Hungria e da Boémia, assinaram o Tratado de Campoformio. No artigo 7º deste tratado podemos ler que  "[…] o Imperador, Rei da Hungria e da Boémia, renuncia para sempre […] todos os direitos e títulos […] sobre os territórios que possuía antes da guerra e que agora fazem parte da República Cisalpina." Esta formação política resultou da fusão, a 29 de junho de 1797, da República Cispadana com a República Transpadana, criações políticas de Napoleão Bonaparte. O mapa político da Itália não voltaria a ser o que era e ainda sofreu alterações até à unificação em 1861.
O Norte de Itália voltaria a ser palco de confrontos durante a segunda campanha de Napoleão em Itália, no decorrer da Guerra da Segunda Coligação.